# یوگاچارا
یوگاچارا (انگلیسی: Yogachara) به معنای واقعی کلمه "تمرین یوگا"؛ "کسی که تمرینش یوگا است") یک سنت تأثیرگذار از فلسفه بودایی و روانشناسی است که بر مطالعه شناخت، ادراک و خودآگاهی از طریق عدسی درونی تمرین‌های مراقبه و یوگا تأکید دارد.
برادران منطقه گنداره در قرن چهارم، آساگا و واسوباندو، فیلسوفان کلاسیک و نظام‌دهنده این مکتب، همراه با بنیان‌گذار دیگر آن، مایتریا-ناثا محسوب می‌شوند.